# 石井正己
石井 正己（いしい まさみ、1958年2月 - ）は、日本文学研究者。東京学芸大学教授。専門は説話論、柳田國男研究。

## 人物・来歴
東京都生まれ。1980年東京学芸大学卒、1984年同大学院修士課程修了、同大学助教授を経て教授。遠野市立博物館・図書館長を経て顧問。柳田國男・松岡家記念館顧問、「遠野物語研究所」研究主幹を兼務。旅の文化研究所運営評議委員。一橋大学大学院連携教授。
『柳田國男全集』（筑摩書房）の編集委員。佐々木喜善や『遠野物語』を研究している。

## 著書
- 『絵と語りから物語を読む』大修館書店 1997
- 『遠野物語の誕生』若草書房 2000／ちくま学芸文庫 2005
- 『遠野の民話と語り部』三弥井書店 2002
- 『柳田国男と遠野物語』三弥井書店 2003
- 『物語の世界へ 遠野・昔話・柳田国男』三弥井書店 2004
- 『桃太郎はニートだった! 日本昔話は人生の大ヒント』講談社+α新書 2008
- 『民俗学と現代　批評の宝石たち』三弥井書店　2008
- 『『遠野物語』を読み解く』平凡社新書 2009
- 『柳田国男の見た菅江真澄－日本民俗学誕生の前夜まで』三弥井書店［三弥井民俗選書］ 2010
- 『『遠野物語』へのご招待 『遠野物語』誕生から一〇〇年異界の物語世界への誘い』三弥井書店 2010
- 『柳田国男を語る』岩田書院　2012
- 『いま、柳田国男を読む』河出書房新社〈河出ブックス〉 2012
- 『昔話と観光 語り部の肖像』三弥井書店 2012
- 『文豪たちの関東大震災体験記』小学館101新書 2013
- 『テクストとしての柳田国男　知の巨人の誕生』三弥井書店 2015
- 『全文読破　柳田国男の遠野物語』三弥井書店 2015
- 『全文読破　柳田国男の先祖の話』三弥井書店 2015
- 『日本の昔話百科 ビジュアル版』河出書房新社, 2016.2
- 『柳田国男 遠野物語』「NHK100分de名著ブックス」NHK出版, 2016.3
- 『昔話の読み方伝え方を考える 食文化・環境・東日本大震災』三弥井書店, 2017.7
- 『菅江真澄と内田武志 歩けぬ採訪者の探究』勉誠出版, 2018.8
- 『現代に共鳴する昔話 異類婚・教科書・アジア』三弥井書店, 2020.1
- 『旅する菅江真澄 和歌・図絵・地名でたどる』三弥井書店, 2021.3
- 『感染症文学論序説 文豪たちはいかに書いたか』河出書房新社, 2021.5
- 『震災を語り継ぐ　関東大震災の記録と東日本大震災の記憶』三弥井書店, 2023.3

### 編著
- 『遠野物語辞典』（監修） 岩田書院、2003
- 『旺文社全訳学習古語辞典』宮腰賢・小田勝共編 旺文社 2006
- 『子どもに昔話を!』三弥井書店 2007
- 『昔話を語る女性たち』三弥井書店 2008
- 『昔話と絵本』三弥井書店、2009
- 『近代日本への挑戦　遠野物語と21世紀』三弥井書店、2009。遠野物語研究所と共編
- 『東北日本の古層へ　遠野物語と21世紀』三弥井書店、2010、同上
- 『昔話を愛する人々へ』三弥井書店［三弥井民俗選書］、2011
- 『全訳古語辞典』第4版 旺文社　宮腰賢・小田勝共編、2011
- 『昔話にまなぶ環境』三弥井書店、2011
- 『児童文学と昔話』編　三弥井書店、2012
- 『震災と語り』編　三弥井書店、2012
- 『子守唄と民話』編　三弥井書店、2013
- 『昔話を語り継ぎたい人に』編　三弥井書店, 2016.10
- 『博物館という装置 帝国・植民地・アイデンティティ』編 勉誠出版, 2016.3
- 『国境を越える民俗学 日韓の対話によるアカデミズムの再構築』崔仁鶴共編、三弥井書店, 2016.5
- 『現代に生きる妖怪たち』編. 三弥井書店, 2017.7
- 『文学研究の窓をあける 物語・説話・軍記・和歌』錦仁共編、笠間書院, 2018.8
- 『世界の教科書に見る昔話』編. 三弥井書店, 2018.8
- 『菅江真澄が見た日本』編. 三弥井書店, 2018.8
- 『復興と民話 ことばでつなぐ心』やまもと民話の会共編、三弥井書店, 2019.3
- 『みんなで育む学びのまち真室川 :昔話を未来につなぐ』野村敬子共編著、瑞木書房, 2020.11
- 『国語教科書の定番教材を検討する! 教科書でつくられる日本人の教養』編 三弥井書店, 2021.1
- 『沖縄文化論集』角川ソフィア文庫, 2022.6。以下は編・解説
- 『菅江真澄 図絵の旅』角川ソフィア文庫, 2023.1
- 『関東大震災　文豪たちの証言』中公文庫, 2023.8
- 『漫画 遠野物語』鯨庭・画、KADOKAWA, 2024.9。監修
- 『柳田国男自伝 故郷七十年・拾遺・補遺』角川ソフィア文庫, 2025.6